# Hwang Sun-hong
Hwang Sun-hong (* 14. Juli 1968) ist ein ehemaliger südkoreanischer Fußballspieler und -trainer. 

## Karriere
In Deutschland spielte Hwang Sun-hong zunächst für die Amateurmannschaft von Bayer 04 Leverkusen, für die er in der Oberliga Nordrhein 1991/92 insgesamt 16 Saisontore erzielte.
Seine Profikarriere begann er 1992 beim Zweitliga-Aufsteiger Wuppertaler SV, für den er allerdings wegen eines Kreuzbandrisses nur neun Spiele bestreiten konnte. 1993 wechselte er dann zu den Pohang Steelers in der südkoreanischen Liga, für die er in 64 Spielen 31 Tore erzielen konnte. 1998 ging er dann nach Japan in die J-League zu Cerezo Osaka, bei denen er 1999 mit 24 Toren japanischer Torschützenkönig wurde.
Er bestritt zwischen 1988 und 2002 für die südkoreanische Fußballnationalmannschaft 103 Spiele, in denen er 50 Mal treffen konnte. Hwang nahm zwischen 1990 und 2002 an vier Weltmeisterschaften teil. Bei der WM 1994 traf er dabei im Gruppenspiel gegen Deutschland zum zwischenzeitlichen 1:3 (Endstand: 2:3). Bei der WM 1998 konnte er auf Grund einer Verletzung kein einziges Spiel bestreiten. Bei der WM 2002 im eigenen Land traf Hwang zum 1:0 im Gruppenspiel gegen Polen (Endstand: 2:0). Der vierte Platz bei diesem Turnier mit der südkoreanischen Nationalmannschaft ist sein größter sportlicher Erfolg.
Hwang belegte bei der Wahl zu Asiens Fußballer des Jahrhunderts den 27. Platz.
Seit 2021 ist Hwang Sun-hong Trainer der südkoreanischen U-23-Männer. Nachdem Jürgen Klinsmann Mitte Februar 2024 als Trainer der südkoreanischen Fußballnationalmannschaft entlassen worden war, übernahm er am 27. Februar als Interimstrainer die Auswahl.

## Erfolge als Trainer
Mit Pohang Steelers
- Koreanischer Meister: 2013[2]
- Koreanischer Pokalsieger: 2012, 2013

Mit FC Seoul
- Koreanischer Meister: 2016

## Auszeichnungen
- 1999: Torschützenkönig der J. League